# Onthophagus neavei
Onthophagus neavei är en skalbaggsart som beskrevs av D'orbigny 1914. Onthophagus neavei ingår i släktet Onthophagus och familjen bladhorningar. Inga underarter finns listade i Catalogue of Life.